# Paantu

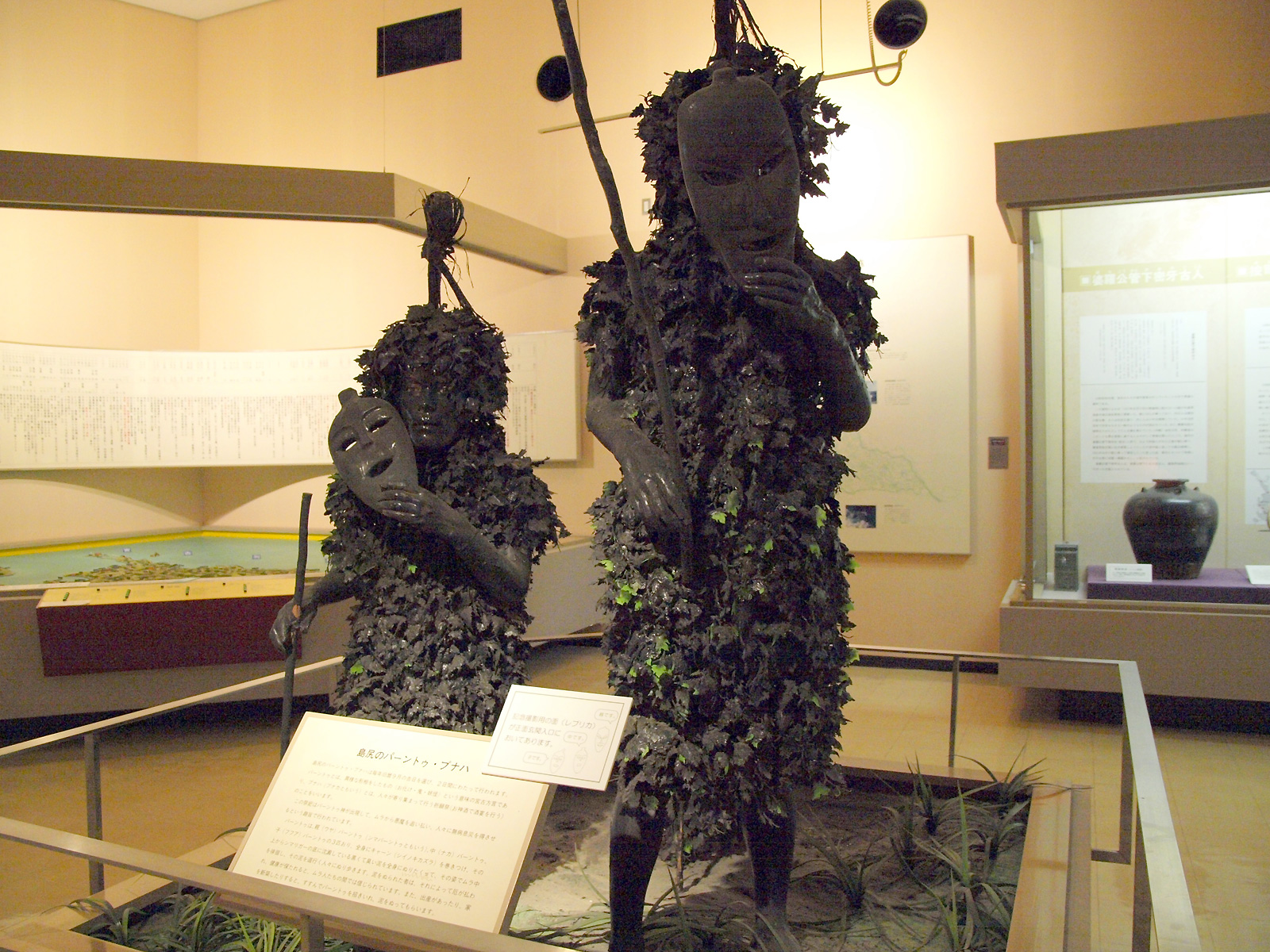
Exposition de costumes de Paantu au.

Le Paantu (en miyako : パーントゥ), parfois orthographié Pantu, est une fête annuelle traditionnelle organisé sur l'île de Miyako-jima, dans la préfecture d'Okinawa au Japon. Le terme paantu fait référence au nom des esprits célébrés lors de cette fête.
Chaque année, au cours du neuvième mois du calendrier luni-solaire (fin septembre à début octobre) les villageois masculins de l'île se déguisent en paantu, des êtres surnaturels destinés à répandre la chance et à effrayer les mauvais esprits. Les villageois portent un costume fait de feuilles, branches et de boue ainsi qu'un masque en bois avec un grand front, de petits yeux et une bouche fine. Ils répandent dans les villages de la boue sacrée sur les maisons nouvellement construites ou sur le visage des nouveau-nés afin d'apporter la chance. Dans certains villages, les paantu sont accompagnés de Noro, des prêtresses animistes traditionnelles du shintoïsme ryukyuan,,.
Dans d'autres villages, les paantu poursuivent les jeunes enfants pour les faire pleurer, ou poursuivent les gens qui évitent de se salir le visage avec la boue sacrée.